# Senegalia nigrescens
Espèce
Synonymes
- Acacia nigrescens Benth.[2]
- Acacia nigrescens Oliv.[2]
- Acacia pallens (Benth.) Rolfe[2]

Senegalia nigrescens est une espèce de plantes à fleurs de la famille des Fabacées. C'est un arbre à feuillage caduc qui pousse jusqu'à 18 m de haut. Son aire de répartition s'étend des savanes de l'ouest au sud du continent africain.
L'arbre tolère la sècheresse mais non le gel ; son bois dur résiste aux termites.